# Ав-бет-дин
Ав-бет-дин (ивр. אב בית-דין‎, Ав Бейт-Дин, буквально «отец суда»; сокращённо «абад») — старший судья в иудейском суде. В Древнем Израиле и Иудее при существовании синедриона ав-бет-дин был вторым лицом и ближайшим после наси и в отсутствие наси председательствовал в этом высшем государственном учреждении древних евреев. В современную эпоху титул «ав-бет-дин» продолжает существовать, но со значительным изменением сущности его функций.
Заседания, которые посвящались законодательным или законотолковательным вопросам, равно как и календарным определениям, происходили под председательством наси. Те же заседания, предметом которых были обыкновенные судебные гражданские и уголовные дела, происходили под председательством ав-бет-дина.
Согласно Мишне (Хагига, 16а), звание ав-бет-дина появилось в синедрионе рядом с титулом наси (в смысле главы синедриона; в смысле главы государства это звание гораздо старше), с которым он составлял дуумвират, следовательно — в эпоху первых князей Хасмонейского дома. Первыми дуумвирами (парами, четами) были:
- наси Иосе бен-Иоэзер[англ.] и аб-бет-дин Иосе бен-Иоханан[англ.] (около 170 года до н. э.),
- наси Иошуа бен-Перахья[англ.] и ав-бет-дин Нитай из Арбелы[англ.],
- наси Иуда бен-Табай[англ.] и ав-бет-дин Симон бен-Шатах,
- наси Шемая и ав-бет-дин Авталион,
- наси Гиллель и ав-бет-дин Шаммай

и другие.
Ав-бет-дин пользовался особым почётом среди судей и учёных; был установлен особый церемониал отдания чести ав-бет-дину, который сначала ничем не отличался от того, что практиковался по отношению к наси, — вплоть до XI века.